# Cris sur le Bayou
Cris sur le Bayou è la prima raccolta di poesie Cajun francofone, riunite da Jean Arceneaux nel 1980. Comprende testi di Jean Arceneaux, Debbie Clifton, Émile Des Marais, Karla Guillory, Francis Leblanc, Iry Lejeune, Kenneth Richard e Zachary Richard. La pubblicazione di questa raccolta ha dato vita alla letteratura cajun francofona scritta, mentre prima era solo orale (racconti, canzoni etc.) La letteratura francofona precedente (Alfred Mercier, Sidonnie De la Houssaye etc.) non era propriamente cajun, ma quella dei discendenti dei francesi di New Orleans, e di un certo livello sociale con accesso agli studi.